# Aphyocharax yekwanae
Aphyocharax yekwanae es una especie de pez de la familia Characidae.

## Morfología
Los machos pueden llegar alcanzar los 5,6 cm de longitud total.
Número de  vértebras: 36-37.

## Hábitat
Vive en zonas de clima tropical.

## Distribución geográfica
Se encuentran en Sudamérica: Venezuela.